# 波音307平流層客機
波音307型平流层客机是第一架拥有客舱增压系统的商用运输机。这一特性使其有能力在20,000英尺（6000米）高空进行巡航，使其能避开许多天气干扰。压力差为2.5 psi (17 kPa)，所以飞机飞行在14,700 ft (4,480 m)高度时，机舱内压力为8,000 ft (2,440 m)高度的压力。307型可携带5个机组成员及33名旅客。机舱最大宽度为 12 ft (3.6 m)。它是第一架在机组成员里包括飞行机械师的陸基飛機（部分船型水上飛機在早些時候已經在機組成員中增加飛行機械師了）。

## 規格參數 (Boeing 307)
参考资料：Jane's AWA 1942 (apart from wing area and loading)
基本信息
- 机组：5, 包括2個駕駛員與一個飛行機械師
- 容量：白天38名乘客，晚上25名

性能

### 引用
1. 1 2  "Boeing 307 Stratoliner entry at." （页面存档备份，存于）  The Aviation History Online Museum. Retrieved: January 28, 2012.

## 外部連結
- Video （页面存档备份，存于） Courtesy of *Bomberguy （页面存档备份，存于） Aviation Historian
- Coast to Coast on Four Motors （页面存档备份，存于） September 1940 Popular Mechanics
- History of the Boeing 307 （页面存档备份，存于） by Boeing Historical Division